# Комплекс зданий мясокомбината им. С. М. Кирова
Комплекс зданий мясокомбината им. С. М. Кирова — архитектурный комплекс, ранее имевший статус выявленного объекта культурного наследия; на октябрь 2023 года статус сохранён лишь за одним из зданий комплекса. Расположен в Санкт-Петербурге, современный адрес — Московское шоссе, 13.
Здания комплекса были заложены в 1931 году, в период первой пятилетки. Мясоснабжение Ленинграда к тому моменту было устаревшим, город снабжался Скотопригонным двором на Обводном канале; согласно плану предполагалось построить в стране 57 новых мясных комбинатов, из них восемь первой очереди — в крупных рабочих центрах страны. В 1931 году для реализации плана в Ленинграде был создан Строймясокомбинат.
На момент закладки комплекса его территория была заболоченным пустырём в четырнадцати километрах от города, строительство велось методом «народной стройки» и было завершено за тринадцать месяцев. Руководить строительством назначили Г. М. Алексеева, который был знаком с будущими проектировщиками комплекса по строительству стекольного завода и рабочего посёлка в местечке Белый Бычок (одновременно он был директором проектной организации, что позволило оперативнее согласовывать многочисленные изменения проекта по ходу строительства). Строительство началось ещё до появления планов корпусов, точных границ строительной площадки и фондов на материалы, по ходу строительства проект был изменён из-за замены запланированного к установке оборудования.
Проект здания создал Н. А. Троцкий совместно с Р. Я. Зеликман и Б. П. Светлицким — в отличие от прочих комбинатов первой очереди, к проектированию и монтажу не привлекали иностранных специалистов, что считалось большим достижением (хотя всё же в основе проекта были проекты и принципы, изученные за рубежом, там, где мясная промышленность была более развита; в историко-культурной экспертизе 2018 года упомянуто, что всё же был приглашён австриец Карл Тобиш). Предполагалось, что предприятие станет центром осваиваемой территории, при этом к началу строительства между городом и участком не было транспорта, вокруг не было ни водопровода, ни электричества, ни жилья. Темпы озеленения и благоустройства территории (обустройство фонтанов, цветников, посадка фруктовых деревьев) опережали темпы строительства зданий.
Главный фасад обращён к городу, комплекс видно издалека (и с учётом этого Троцкий постарался избежать мелких деталей), корпуса стоят параллельно шоссе. Каждому производственному циклу соответствует свой геометрический объём, но все части зданий объединены и технологией, и композицией. Переходы соединяют корпуса комплекса: холодильно-колбасный цех с административной (водонапорной) башней, теплоэлектроцентраль, завод фабрикатов, завод переработки, лайфстаг (корпус предубойного содержания скота) (причём центральный корпус соединяется и с гужевыми разгрузочными платформами, а те — между собой, что позволяет легче вывозить готовую продукцию). Процесс был организован по вертикальному принципу — скот из лайфстага попадал в основной производственный корпус, после чего колбасный цех, утильцех и холодильник выпускали каждый свою продукцию в рамках независимых процессов, при этом при проектировании обеспечивалось производство без возвратов и встречных движений.
Колбасный цех — параллелепипед с неостеклёнными стенами и консольным бетонным козырьком, в который врезана 42-метровая башня со смотровой площадкой, составленная из двух вертикальных пластин. Башня комплекса — символ подъёма советского промышленного производства, в комплексе в целом предполагалось выразить мощь и динамизм эпохи, соединить прогрессивные технологии (максимальную механизацию, компактность основных циклов), утилитарность построек и высокохудожественный образ. В остальных зданиях контрастируют глухие стены и остекление, витражное или ленточное. Фасады были позднее оштукатурены и расшиты под каменную кладку. В здании ТЭЦ Троцкий совместно с А. З. Ротшильдом и Я. И. Зеликманом спроектировал свободно стоящие железобетонные складчатые стены высотой 28 метров и толщиной 30 сантиметров.
У главного входа, раздвижных ворот между монументальными пилонами, были установлены быки Демут-Малиновского (изначально планировалось установить их на лайфстаге). Вид ворот сильно отличается от изначального проекта Троцкого: планировалось сделать три апсидообразных конструкции в гранитной раме с фонарями между ними.
Инженерные и архитектурные особенности здания были отмечены Гран При, дипломом и большой золотой медалью Парижской международной выставки 1937 года. Изображения центральной развёртки проекта печатали на конфетных коробках, на архитектурном факультете Академии художеств одной из возможных тем диплома был «Проект мясокомбината».
До начала 2000-х годов комплекс занимал мясокомбинат «Самсон». По состоянию на 2020-е годы исторические корпуса пустовали и разрушались. В 2018 году была проведена историко-культурная экспертиза, которая рекомендовала снять мясокомбинат с охраны, в числе аргументов было названо плохое состояние зданий и сомнение в реальном активном участии Троцкого в проектировании (указано, что он лишь консультировал проект). Согласно судебному решению, главный производственный корпус (литера АЕ), завод переработки скота (часть литеры АЖ), завод технических фабрикатов (часть литеры АЖ) и корпус предубойного содержания скота (литера АИ) сняты с охраны. Оставлена под охраной как памятник архитектуры теплоэлектроцентраль, обсуждается статус частично разрушенной ранее ограды и дальнейшая судьба статуй быков.